# Extract
EXTRACT es el séptimo recopilatorio del grupo japonés de producción de música electrónica, I've Sound. El disco se publicó el 24 de septiembre de 2010 después de cinco años sin nuevos trabajos de la serie "Girls compilation". 
El álbum contiene muchas canciones utilizadas en videojuegos para adultos y la mayoría fueron grabadas entre el 2003 y el 2010, además el disco incluye canción inédita que es la que da nombre al disco. 
Las cantantes que intervienen en esta recopilación son: KOTOKO, Mami Kawada, MELL, Kaori Utatsuki, Airi Kirishima y la exmiembro MOMO. Es la única recopilación en la que Eiko Shimamiya no tiene intervenciones en solitario.

## Canciones

### Disc-1
1. KOTOKO: La clef〜迷宮の鍵〜(Mekuyu no gumi)
Letra: KOTOKO
Producción y arreglos: Maiko Iuchi
2. KOTOKO: Ketsudan no entrance (決断のentrance)
Letra: KOTOKO
Producción y arreglos: CG Mix
3. KOTOKO: a Piacere
Letra：KOTOKO
Producción y arreglos: Kazuya Takase
4. Mami Kawada: Platinium (Opening de Mekamimi)
Letra: Mami Kawada
Producción y arreglos: Maiko Iuchi
5. KOTOKO: Oblivion
Letra: KOTOKO
Producción y arreglos: CG Mix
6. Mami Kawada: Dilemma (Opening de Little rabbits)
Letra: Mami Kawada
Composición: Tomoyuki Nakazawa
Arreglos: Tomoyuki Nakazawa y Takeshi Ozaki
7. Mami Kawada: Melty snow (Opening de Areimo 2 second stage)
Letra: Mami Kawada
Composición y arreglos: Maiko Iuchi
8. Airi Kirishima: Kizuna endless days
Letra: KOTOKO
Composición y arreglos: Maiko Iuchi
9. KOTOKO: Jihad (Opening de BALDR SKY)
Letra: KOTOKO
Composición：CG Mix
Arreglos: CG Mix y Takeshi Ozaki
10. MELL: Last in blue (Opening de Doop advance)
Letra: MELL
Composición y arreglos: Tomoyuki Nakazawa
11. KOTOKO: Leaf ticket (Opening de Parufe Shyukora)
Letra：KOTOKO
Composición y arreglos: CG Mix
12. KOTOKO: Bumpy Jumpy! (Opening de Natsuyumie Nagisa)
Letra：KOTOKO
Composición y arreglos: Tomoyuki Nakazawa y Takeshi Ozaki

### Disc-2
1. KOTOKO: Restoration (Ending de BALDR SKY)
Letra：KOTOKO
Composición y arreglos: CG Mix
2. Mami Kawada:Vacillate (Opening de Futari no aniyome)
Letra: Mami Kawada
Composición: Maiko Iuchi
Arreglos: Maiko Iuchi y rIcHy
3. KOTOKO: Onaji sora no shita de (Opening de Kazoku keikaku)
Letra: MOMO y Kazuya Takase
Composición y arreglos: Kazuya Takase
4. Healing leaf (Mami Kawada y Eiko Shimamiya): Slow step
Letra: KOTOKO
Composición y arreglos: Maiko Iuchi
5. KOTOKO: Gensou no houseki (幻想の宝石) (Opening de prism generations)
Letra: KOTOKO
Composición: CG Mix
Arreglos: CG Mix y Ayumi Kida
6. Mami Kawada: Four our days (Ending de Soshite aishita no sekai yori)
Letra: Mami Kawada
Composición y arreglos: Kazuya Takase
7. KOTOKO: HALLUCINO (Opening de mugen no meikyu type -S
Letra: KOTOKO
Composición y arreglos: Tomoyuki Nakazawa
8. MOMO: Cherish (Opening de Rintsuki Ringetsu)
Letra：MOMO
Composición y arreglos: Maiko Iuchi
9. KOTOKO: Undiying loge (Ending de ALMA - Zutto soba ni)
Letra: Shinarioraita
Composición：F-ACE
Arreglos: Kazuya Takase, Tomoyuki Nakazawa, Maiko Iuchi y CG Mix
10. MELL: Bizarrerie cage (Opening de Ryouki no ori 2 show)
Letra: Shishi Matsushima
Composición y arreglos: Maiko Iuchi
11. Kaori Utatsuki: Shiroi Rubinkyoubu (Opening de shiroi RONDO)
Letra：KOTOKO
Composición y arreglos: Maiko Iuchi
12. Airi Kirishima: two heaRt (Opening de Futa ane)
Letra: KOTOKO
Composición y arreglos: Maiko Iuchi
13. Mami Kawada: Extract (the truth in me)
Letra: Mami Kawada
Composición y arreglos: Kazuya Takase

- Datos: Q8960623